# Atrichopogon discors
Atrichopogon discors är en tvåvingeart som beskrevs av John William Scott Macfie 1934. Atrichopogon discors ingår i släktet Atrichopogon och familjen svidknott. Inga underarter finns listade i Catalogue of Life.